# اکستروفی کلواک
اکستروفی کلواک (انگلیسی: Cloacal exstrophy) که با نام «کمپلکس OEIS» هم شناخته می‌شود، یک بیماری مادرزادی که در آن برخی از احشاء شکمی همچون روده‌ها و مثانه در بیرون از بدن قرار می‌گیرند. این بیماری اغلب باعث انشعاب و چندتکه شدن مثانه، اندام‌های جنسی و مقعد می‌شود.
روش‌های مختلف تشخیص این عارضه، «سونوگرافی»، «سیستو-یورتروگرافی حینِ دفع ادرار»، «پیلوگرام داخل وریدی»، «سی‌تی اسکن» و «ام‌آرآی» هستند.
اکستروفی کلواک یا عارضهٔ مادرزادی نادر است که علتش نقص دیوارهٔ شکمی است که به دلیل مهار حرکت مزودرم و اختلال در تاشدگی آن ایجاد می‌شود.